# Ložišća
Ložišća falu Horvátországban, Split-Dalmácia megyében. Közigazgatásilag Milnához tartozik.

## Fekvése
Splittől légvonalban 18 km-re délre, községközpontjától, 6 km-re északkeletre, a supetari kompkikötőtől közúton 14 km-re délnyugatra az Adrián fekvő Brač szigeten, a sziget nyugati partja közelében fekszik.

## Története
Területe már jóval az írott történelem előtt is lakott volt. A felette levő magaslaton találhatók Rat romja, mely Közép-Dalmácia egyik legjobb állapotban fennmaradt erődített településének maradványa. A legrégibb is talált leletek az i. e. 3000 körüli időből származnak, de a település később, a vaskorban is lakott volt. Temetője a ma Bobovišćához tartozó Vičja luka-öbölben volt.
Ložišća alapítói a szomszédos Bobovišćáról származó családok (valószínűleg a Krstulović-Lozić család) voltak. Nevét a környező szőlőültetvényekből (loza = szőlő) származtatják. A település benépesülésében nagy jelentősége volt annak a bevándorlásnak, melynek során a török hódítások következtében a szárazföldről is egyre többen menekültek a szigetekre. Ložišća lakosságának száma gyorsan gyarapodott, nemsokára a régebbi Bobovišćát is megelőzte. Ezért Velo Selonak azaz nagyfalunak, Bobovišćát pedig Malo Selonak, azaz kisfalunak nevezték. Egymás után épületek nagyobb épületei. Közülük kiemelkedik az 1820-ban épített Szent János és Pál plébániatemplom a század végén épített pazar harangtornyával, a 19. század elején épített Nazor-udvarház és a Ferenc József híd, mely az osztrák időszak kiemelkedő emléke.
A velencei uralomnak 1797-ben vége szakadt és osztrák csapatok vonultak be Dalmáciába. 1806-ban a sziget az osztrákokat legyőző franciák uralma alá került. A településnek 1857-ben 892, 1910-ben 1219 lakosa volt. Iskoláját 1855-ben alapították, a horvát nyelvű oktatás 1880-ban kezdődött. 1873-ban orvos és két szülésznő látta el a betegeket. Plébániája 1909-ben vált külön a bobovišćai plébániától. 1918-ban az új szerb-horvát-szlovén állam, majd később Jugoszlávia része lett. A második világháború idején a Független Horvát Állam része volt. A háború után a szocialista Jugoszláviához tartozott. A település 1991 óta a független Horvátország része. 2011-ben 139 állandó lakosa volt, akik földműveléssel, állattartással foglalkozzak.

## Népesség
| Lakosság változása | Lakosság változása | Lakosság változása | Lakosság változása | Lakosság változása | Lakosság változása | Lakosság változása | Lakosság változása | Lakosság változása | Lakosság változása | Lakosság változása | Lakosság változása | Lakosság változása | Lakosság változása | Lakosság változása | Lakosság változása |
| ------------------ | ------------------ | ------------------ | ------------------ | ------------------ | ------------------ | ------------------ | ------------------ | ------------------ | ------------------ | ------------------ | ------------------ | ------------------ | ------------------ | ------------------ | ------------------ |
| 1857               | 1869               | 1880               | 1890               | 1900               | 1910               | 1921               | 1931               | 1948               | 1953               | 1961               | 1971               | 1981               | 1991               | 2001               | 2011               |
| 892                | 0                  | 1.236              | 1.394              | 1.473              | 1.219              | 0                  | 775                | 541                | 497                | 437                | 285                | 190                | 181                | 167                | 139                |

(Lakosságát 1869-ben Bobovišćához, 1921-ben Milnához számították.)

## Nevezetességei
- A település központjában áll a Szent János és Pál apostolok tiszteletére szentelt plébániatemploma.[4] A háromhajós templomot 1820-ban építették szabályosan faragott kövekből. Háromkaréjos homlokzatának közepén körablak, felette pedig kőből faragott kereszt látható. a templomtól északra áll a különösen szép és karcsú harangtorony, melyet 1886 és 1889 között Ivan Rednić tervei szerint építettek. Az orgona Pietro Bazzani velencei műhelyében készült 1896-ban. 2009-ben a zágrábi Heferer cég újította fel.
- A Nazor család udvarházát[5] 1870 körül építették a település központja fölé, helyén a század elején egy kisebb raktárház állt gabonatárolóval. Az épületegyüttes tulajdonképpen három házból áll egy központi udvarral és szabálytalan alakú nagy terasszal, mely kölcsönös kapcsolatban van a földszinti helyiségekkel. A kétemeletes főépületben volt a szalon és a tengerészorvos dr. Mihovil Nazor könyvtára. Az épületegyüttes a sziget egyik legnagyobb udvarháza, a 19. századi dalmáciai főúri építészet értékes alkotása.
- A Szűz Mária tiszteletére szentelt templom (népies nevén Stomorica)[6] a településtől északra a Supetar felé menő út mellett található. Egyhajós épület félköríves apszissal, dongaboltozattal, kőlapokkal fedett nyeregtetővel. A szentélyt a hajótól a falazott főoltár választja el, a szentélyben kőtranzénás kis kereszt alakú ablak található. Az oltárkép Mária mennybevétele Bartolo Bossi velencei mester alkotása a 17. század végéről.
- Ložišća felett találhatók Rat történelem előtti várának maradványai.[7] Egykor a Brač és Šolta szigete közötti átjárót ellenőrizte. Szárazon rakott falainak maradványai gyűrű alakban veszik körül a hegyet. A hegy alatti öbölben előkerült leletek alapján a várat a sziget első kolóniája építette. A spliti régészeti múzeum munkatársai által végzett feltárások 1957-ben kezdődtek, majd 2007-ben folytatódtak. Ezek során megállapítást nyert, hogy a maradványok Közép-Dalmácia egyik legjobb állapotban fennmaradt erődített településéhez tartoztak. A feltárt lakóépületek a késő bronzkorból (i. e. 3000 körül) származnak. A számos cseréptöredék között az i. e. 1. évezredből származó görög és itáliai edénytöredékek is előkerültek. A település tengeri kijárata a Bobovišćához tartozó Vičja luka-öbölben volt, ahol 1908-ban vaskori temetőt tártak fel gazdag fém és kerámia leletekkel.
- A településtől keletre található a sziget egyik legnagyobb vízgyűjtőhelye.[8] Kövekkel kirakott széles rámpák vezetik a vizet egy falazott medencerendszerbe. A vízgyűjtő rendszert a 19. század első felében építették ki az állatok itatására.
- Ložišćától a Vičja lukáig mély völgy vezet le, melyet az itt lezúduló víz mosott ki és amelyet a 19. században kőhíddal hidaltak át. Ezt 1897-ben egy vihar romba döntötte, de rögtön ezután újjáépítették. Erre a híd ívén emléktábla emlékeztet.[9]

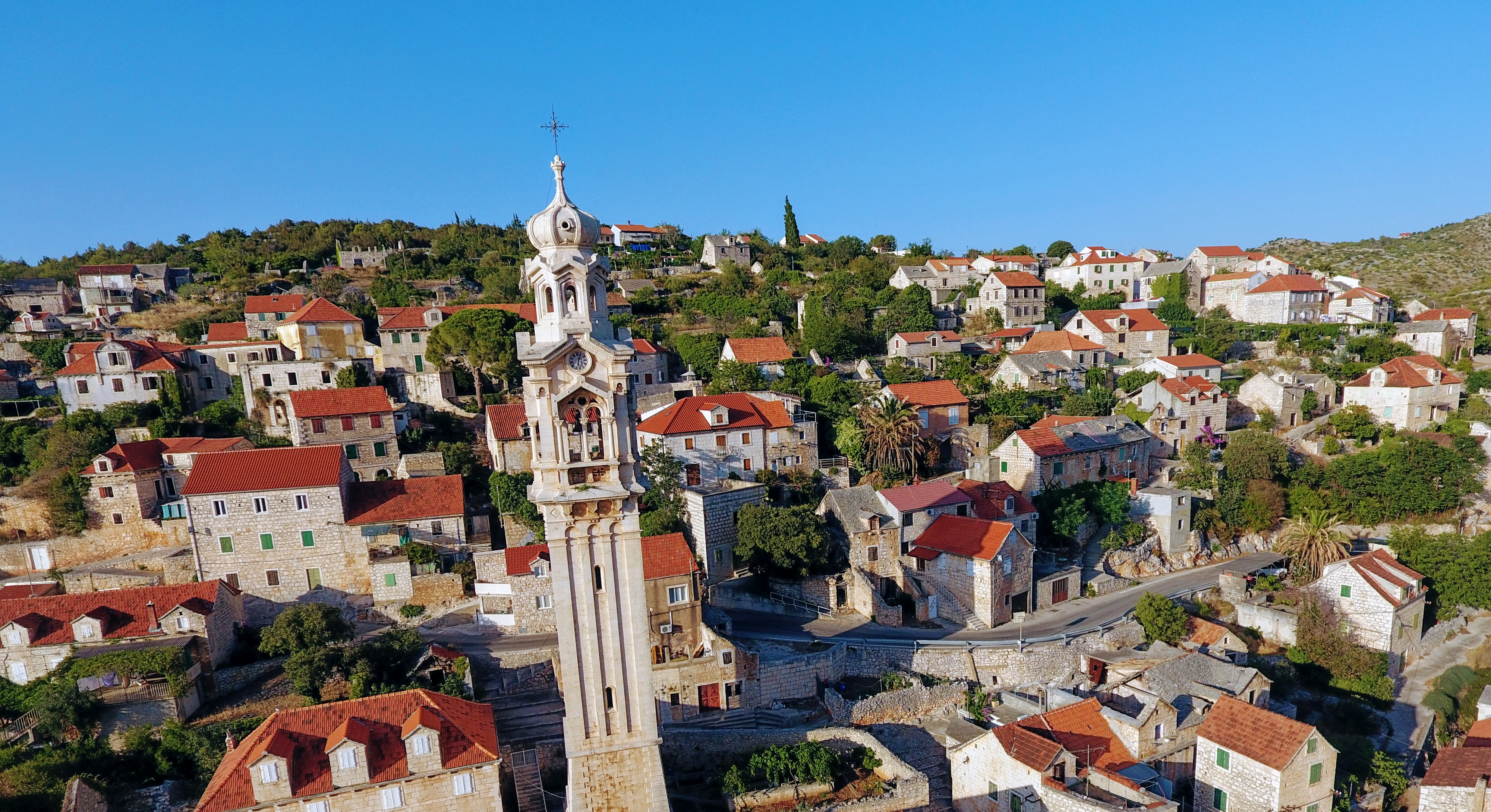